# قهرمانان در جهنم
قهرمانان در جهنم (ایتالیایی: Eroi all'inferno) یک فیلم جنگی به کارگردانی جو داماتو است که در سال ۱۹۷۴ منتشر شد.

## گزیدهٔ بازیگران
- کلاوس کینسکی در نقش بریگاده‌فورر کوفمان
- اتوره مانی
- رزماری لینت
- لوچانو روسی
- ادموندو تیگی
- پل مولر
- آتیلیو دوتزیو
- پیترو توریسی
- فرانکو گاروفالو